# Oxydothis nypae
Oxydothis nypae är en svampart som beskrevs av K.D. Hyde & Nakagiri 1989. Oxydothis nypae ingår i släktet Oxydothis, ordningen kolkärnsvampar, klassen Sordariomycetes, divisionen sporsäcksvampar och riket svampar.   Inga underarter finns listade i Catalogue of Life.